# جون كلايتون ألين
جون كلايتون ألين (بالإنجليزية: John Clayton Allen) هو سياسي أمريكي، ولد في 14 فبراير 1860 في هينسبورغ في الولايات المتحدة، وتوفي في 12 يناير 1939 في مونماوث في الولايات المتحدة. حزبياً، نشط في الحزب الجمهوري. وقد انتخب عضو مجلس النواب الأمريكي.